# Fregellae
Fregellas (en latín Fregellae) fue una antigua ciudad de los volscos, incluida administrativamente en el Lacio. Se hallaba en la orilla izquierda del río Liris, cerca de la confluencia con el Trerus y a poca distancia de la vía Latina. 

## Historia
De acuerdo con Tito Livio, el territorio estuvo ocupado originariamente por los sidicinos y después por los volscos, a quienes fue arrebatada por los samnitas, quienes destruyeron la ciudad.
En el 328 a. C. los romanos se apoderaron de esta parte del valle del Liris y restauraron Fregellas, donde establecieron una colonia romana, lo que enfureció a los samnitas y fue una de las causas directas de la segunda guerra samnita. Los samnitas la ocuparon dos o tres veces durante la guerra, pero siempre fue recuperada por los romanos.
Durante el avance de Pirro de Epiro hacia Roma en el 279 a. C., este supuestamente asoló el territorio de Fregellae, pero no se sabe con seguridad si la ocupó. En el 211 a. C. hizo frente a Aníbal, y sus habitantes destruyeron el puente del Liri por dificultar el avance cartaginés, lo que fue severamente castigado por éstos saqueando minuciosamente todo el territorio. La ciudad fue una de las 18 colonias que en el 209 a. C. permanecía fiel en Roma, y un cuerpo de caballería de esta ciudad es mencionado en la batalla en la que murió Marcelo.
Sorprende que tras tanta fidelidad la ciudad se sublevara contra Roma al siglo siguiente, cuanto los romanos estaban en la cima de su poder. Fue sometida y destruida por el pretor Lucio Opimio en el 125 a. C., sin volver a recuperar su prosperidad. Para controlar Fregellae, en 124 a. C. se estableció además una colonia en Fabrateria, en sus cercanías, supuestamente en las tierras confiscadas.
En tiempos de Estrabón había perdido importancia y era una aldea, aunque todavía muy visitada por motivos religiosos por los habitantes de los pueblos próximos. Plinio ya no la menciona. En el Itinerario de Antonino aparece una estación con el nombre Fregellae, pero parece que no es la misma ciudad.

## Ubicación
La localización de la ciudad fue difícil de determinar. Se encontraron varias ruinas considerables a orillas del Liri, pero ninguna inscripción permitía determinar a qué ciudad correspondían. La más probable parecían ser las de San Giovanni in Carico, frente a Isoletta, en la orilla derecha, pero el hallazgo de alguna inscripción demostró que se trataba de Fabrateria Nova, es decir, de la colonia romana de Fabrateria.